# Mumakil
Mumakil est un groupe suisse de grindcore et deathgrind, originaire de Genève, en Suisse romande. Formé sur les cendres de groupes tels que Deceit, Nostromo, Stumpfucking et Knut, Mumakil joue une musique brutale et sans concession.

## Biographie
Depuis le mois de mai 2004, date de la formation du groupe, Mumakil a effectué plus de 150 concerts en Europe, dont des festivals comme le Hellfest, le Mountains of Death, l'Obscene Extreme ou encore le Neurotic Deathfest. Le groupe décrit son style musical sous le terme de « blastcore ». En 2005, le groupe enregistre et publie une première démo intitulée Brutal Grind Assault. Elle suit, l'année suivante en 2006, de l'EP The Stop Whining EP. 
Cette même année, le 14 octobre, Mukamil publie son premier album studio, Customized Warfare, au label Overcome Records. Ce premier opus est bien accueilli par l'ensemble de la presse spécialisée,,. En 2008, Mumakil effectue un split avec Inhume, et un autre avec le groupe de grindcore français Blockheads. Mumakil publie son deuxième album, Behold the Failure, en 2009, sur le label américain Relapse Records. Ce disque est résolument tourné vers le grindcore, alors que le premier album de Mumakil, Customized Warfare, comportait plus d'influences deathgrind.
En 2012, le groupe annonce l'écriture d'un troisième album. Le troisième album du groupe, Flies Will Starve, est sorti le 25 juin 2013. Il poursuit l'évolution entamée avec Behold the Failure, et met en avant 24 morceaux rapides et violents, dans la tradition du grindcore.

## Membres

### Membres actuels
- Jérôme « Jéjé » Pellegrini - guitare (depuis 2004)
- Thomas Jeanmonod - chant (depuis 2004)
- Benjamin Droz - basse (depuis 2011)
- Max - batterie (depuis 2013)

### Anciens membres
- Taverne - basse (2004-2011)
- Sébastien « Seb » Schacher - batterie (2004-2012)
- Kevin Foley - batterie (2012-2013)

### Discographie
- 2005 : Brutal Grind Assault (démo)
- 2006 : Customized Warfare (réédité aux États-Unis en 2007)
- 2006 : The Stop Whining (EP)
- 2006 : split avec Obtuse et Third Degree
- 2008 : split avec Misery Index
- 2008 : split avec Inhume
- 2008 : split avec Blockheads
- 2009 : Behold the Failure
- 2013 : Flies Will Starve